# Li Ke
Li Ke (chiń. 李科; ur. 4 czerwca 1985) – chiński narciarz, specjalista narciarstwa dowolnego. Najlepszy wynik na mistrzostwach świata osiągnął podczas mistrzostw w Madonna di Campiglio, gdzie zajął 17. miejsce w skokach akrobatycznych. Nigdy nie startował na igrzyskach olimpijskich. Najlepsze wyniki w Pucharze Świata osiągnął w sezonie 2007/2008, kiedy to zajął 44. miejsce w klasyfikacji generalnej.

## Sukcesy

### Mistrzostwa świata
| Miejsce | Dzień    | Rok  | Miejscowość          | Konkurencja        | Zwycięzca     |
| ------- | -------- | ---- | -------------------- | ------------------ | ------------- |
| 26.     | 18 marca | 2005 | Ruka                 | Skoki akrobatyczne | Steve Omischl |
| 17.     | 10 marca | 2007 | Madonna di Campiglio | Skoki akrobatyczne | Han Xiaopeng  |

#### Miejsca w klasyfikacji generalnej
- 2001/2002 – 142.
- 2003/2004 – 159.
- 2004/2005 – 127.
- 2005/2006 – 135.
- 2006/2007 – 94.
- 2007/2008 – 44.
- 2008/2009 – 65.
- 2009/2010 – 70.
- 2010/2011 – 64. Stan na 21 grudnia 2010

#### Miejsca na podium
1. Changchun – 20 grudnia 2008 (Skoki akrobatyczne) – 2. miejsce